# Jeff Fisher
Jeffrey Michael Fisher, detto Jeff (Culver City, 25 febbraio 1958), è un ex giocatore di football americano e allenatore di football americano statunitense nella National Football League.

## Carriera professionistica come giocatore

### Chicago Bears
Al college, Fisher giocò con gli USC Trojans nella NCAA. Venne selezionato come 177ª scelta al Draft NFL 1981 dai Chicago Bears. Con loro giocò quattro anni vincendo il Super Bowl XX, prima di infortunarsi gravemente e chiudere la sua carriera agonistica.

## Carriera professionistica come allenatore
Nel 1985 iniziò la sua carriera NFL con i Chicago Bears come assistente della difesa.
Nel 1986 passò ai Philadelphia Eagles ricoprendo il ruolo di allenatore dei defensive back. Nel 1988 divenne coordinatore della difesa.
Nel 1991 passò ai Los Angeles Rams con il ruolo di coordinatore della difesa.
Nel 1992 passò ai San Francisco 49ers con il ruolo di allenatore dei defensive back.
Nel 1994 divenne il capo allenatore degli Houston Oilers, poi diventati Tennessee Titans. Nel 1999 con 13 vittorie e 3 sconfitte arrivò fino alla finale del Super Bowl, perdendola contro i St. Louis Rams. Nel 2000 vinse la prima volta la Division Central AFC con 13 vittorie e 3 sconfitte, venne eliminato al Divisional Game dai Baltimore Ravens.
Nel 2002 vinse per la seconda volta la Division Central AFC con 11 vittorie e 5 sconfitte, venne eliminato all'AFC Championship Game dagli Oakland Raiders. Nel 2003 ottenne 12 vittorie e 4 sconfitte, venne eliminato al Divisional Game dai New England Patriots. Nel 2007 con 10 vittorie e 6 sconfitte, venne eliminato al Wild Card Game dai San Diego Chargers. Nel 2008 vinse per la prima volta la Division South della AFC con il record di 13 vittorie e 3 sconfitte. Venne eliminato al Division Game dai Baltimore Ravens.
Il 27 gennaio 2011 venne esonerato dai Tennessee Titans dopo 17 stagioni.
Nel 2012 divenne il capo allenatore dei St. Louis Rams. L'11 dicembre 2016, Fisher pareggiò il primato negativo di Dan Reeves per il maggior numero di sconfitte nella storia della stagione regolare per un allenatore con 165,, venendo licenziato il giorno successivo dopo cinque stagioni, in nessuna delle quali ebbe un record positivo di vittorie.

## Palmarès
Come giocatore
- Super Bowl : 1

Chicago Bears: Super Bowl XX
- National Football Conference Championship: 1

Chicago Bears: 1985
Come allenatore
- American Football Conference Championship: 1

Tennessee Titans: 1999
- AFC Central division: 1

Tennessee Titans: 2000
- AFC South division: 2

2002 e 2008

## Statistiche come giocatore
Nota: * fino al 2000 non venivano contate come statistica.
| Partite totali                   | 49    |
| Partite totali da titolare       | -*    |
| Yard su ritorni di kick off      | 204   |
| Touchdown su ritorni di kick off | 0     |
| Yard su ritorni di punt          | 1 125 |
| Touchdown su ritorni di punt     | 1     |
| Tackle totali                    | -*    |
| Sack fatti                       | 0     |
| Intercetti fatti                 | 5     |
| Fumble forzati                   | 0     |
| Passaggi deviati                 | -*    |

## Record come capo allenatore
| Squadra      | Anno         | Stagione regolare | Stagione regolare | Stagione regolare | Stagione regolare | Stagione regolare                                                        | Playoff | Playoff | Playoff                                                   |
| Squadra      | Anno         | Vinte             | Perse             | Pareggiate        | Posizione         | Risultato                                                                | Vinte   | Perse   | Risultato                                                 |
| ------------ | ------------ | ----------------- | ----------------- | ----------------- | ----------------- | ------------------------------------------------------------------------ | ------- | ------- | --------------------------------------------------------- |
| HOU          | 1994         | 1                 | 5                 | 0                 | 4º AFC Central    | Divenne capo-allenatore ad interim a 6 partite dalla fine della stagione | -       | -       | -                                                         |
| HOU          | 1995         | 7                 | 9                 | 0                 | 3º AFC Central    | no playoff                                                               | -       | -       | -                                                         |
| HOU          | 1996         | 8                 | 8                 | 0                 | 4º AFC Central    | no playoff                                                               | -       | -       | -                                                         |
| TEN          | 1997         | 8                 | 8                 | 0                 | 3º AFC Central    | no playoff                                                               | -       | -       | -                                                         |
| TEN          | 1998         | 8                 | 8                 | 0                 | 2º AFC Central    | no playoff                                                               | -       | -       | -                                                         |
| TEN          | 1999         | 13                | 3                 | 0                 | 2º AFC Central    | -                                                                        | 3       | 1       | Perse il Super Bowl contro i St. Louis Rams               |
| TEN          | 2000         | 13                | 3                 | 0                 | 1º AFC Central    | -                                                                        | 0       | 1       | Uscì al Divisional Game contro i Baltimore Ravens         |
| TEN          | 2001         | 7                 | 9                 | 0                 | 4º AFC Central    | no playoff                                                               | -       | -       | -                                                         |
| TEN          | 2002         | 11                | 5                 | 0                 | 1º AFC South      | -                                                                        | 1       | 1       | Uscì all'AFC Championship Game contro gli Oakland Raiders |
| TEN          | 2003         | 12                | 4                 | 0                 | 2º AFC South      | -                                                                        | 1       | 1       | Uscì al Divisional Game contro i New England Patriots     |
| TEN          | 2004         | 5                 | 11                | 0                 | 3º AFC South      | no playoff                                                               | -       | -       | -                                                         |
| TEN          | 2005         | 4                 | 12                | 0                 | 3º AFC South      | no playoff                                                               | -       | -       | -                                                         |
| TEN          | 2006         | 8                 | 8                 | 0                 | 2º AFC South      | no playoff                                                               | -       | -       | -                                                         |
| TEN          | 2007         | 10                | 6                 | 0                 | 3º AFC South      | -                                                                        | 0       | 1       | Uscì al Wild Card Game contro i San Diego Chargers        |
| TEN          | 2008         | 13                | 3                 | 0                 | 1º AFC South      | -                                                                        | 0       | 1       | Uscì all'AFC Championship Game contro i Baltimore Ravens  |
| TEN          | 2009         | 8                 | 8                 | 0                 | 2º AFC South      | no playoff                                                               | -       | -       | -                                                         |
| TEN          | 2010         | 6                 | 10                | 0                 | 4º AFC South      | no playoff                                                               | -       | -       | -                                                         |
| HOU/TEN Tot. | HOU/TEN Tot. | 142               | 120               | 0                 | -                 | -                                                                        | 5       | 6       | -                                                         |
| STL          | 2012         | 7                 | 8                 | 1                 | 3º AFC West       | no playoff                                                               | -       | -       | -                                                         |
| STL          | 2013         | 7                 | 9                 | 0                 | 4º AFC West       | -                                                                        | -       | -       | -                                                         |
| STL          | 2014         | 6                 | 10                | 0                 | 4º AFC West       | -                                                                        | -       | -       | -                                                         |
| STL          | 2015         | 7                 | 9                 | 0                 | 3º AFC West       | -                                                                        | -       | -       | -                                                         |
| LA           | 2016         | 4                 | 8                 | 0                 | 3º AFC West       | -                                                                        | -       | -       | Stagione in corso                                         |
| STL/LA Tot.  | STL/LA Tot.  | 31                | 44                | 1                 | -                 | -                                                                        | 0       | 0       | -                                                         |
| Totale       | Totale       | 173               | 164               | 1                 | -                 | -                                                                        | 5       | 6       | -                                                         |